# 郭崇信
郭崇信（?—?），并州太原人。北宋官员，郭守文的次子，宋真宗章穆皇后的兄長。
开宝三年（970年），宋太祖命翟守素为剑南十州都巡检使，东上阁门使郭崇信为剑南十州都巡检副使。赐翟守素钱五百万，入谢之日，太祖派岐帅符彦卿官告使。郭崇信官至西京左藏库使、同知皇城司，赠福州观察使。诸司使没有废朝、赠官之例，郭崇信以章穆皇后之兄的缘故，特示优礼。